# Маданият (Узбекистан)
Мадания́т (узб. Madaniyat / Маданият) — посёлок, примыкающий с восточной стороны к городу Самарканд — административному центру Самаркандского вилоята (области) Узбекистана. Входит в состав Тайлакского тумана (района).
В советские годы назывался Ле́нин йули́ (рус. Ленинский путь), после обретения независимости Узбекистаном стал называться Соча́к, был переименован в Маданият. В 2,5 километрах к северу от Сочака находится Самаркандский гребной канал. С территории Сочака начинается автомагистраль А377, ведущая в таджикистанский город Пенджикент. Вблизи Сочака находятся такие кишлаки как Сочакипоён, Ворсин, Каттакишлак, Бахшитепа, Кундузак. В нескольких километрах к юго-востоку от Сочака расположен районный центр, посёлок городского типа — Тайлак.  